# 岡あゆみ
岡 あゆみ（おか あゆみ、1983年9月18日 - ）は、日本の女優。三重県津市出身。2025年現在はアイエス・フィールドに所属。

## 来歴
1999年10月、テレビドラマ『3年B組金八先生』で生徒・安井ちはる役として連続ドラマ初出演。
2011年3月、芸能界デビューより所属していたスターダストプロモーションを退社。その後、CATAMARAN・SPROUT事業部へ移籍したが後に事業部は解散した。
2012年2月に結婚、7月に挙式。同年、インパクトステージへ移籍。
2014年4月17日、第1子となる男児を出産。

## 人物
- スリーサイズ： 80-59-83 ㎝
- ブラサイズ：B
- 靴のサイズ：22.5cm
- 趣味・特技：映画鑑賞／料理／旅行

## 出演

### テレビドラマ
- 3年B組金八先生（TBS） - 安井ちはる 役
  - 第5シリーズ（1999年 - 2000年）
  - 第6シリーズ（2001年 - 2002年）
  - 第7シリーズ（2004年） - 第一話ゲスト
  - 3年B組金八先生 ファイナル～「最後の贈る言葉」（2011年3月27日）
- ナツのツボミ 第5話（2000年、日本テレビ）
- 教習所物語（2000年10月 - 12月、TBS） - 小鳥遊みずき 役
- 金曜エンタテイメント「ミスDJ ～殺しのリクエスト～」（2001年、フジテレビ）
- 世界で一番熱い夏 第7話 - 10話（2001年、TBS） - 東城美央 役
- おいしい女たち 第1話（2001年、日本テレビ）
- 私立探偵濱マイク 第3話（2002年7月15日、読売テレビ） - 明美 役
- 恋愛偏差値 第一章「燃えつきるまで」（2002年、フジテレビ）
- 白い影～その物語のはじまりと命の記憶～（2003年1月2日、TBS）- 車椅子の患者 役
- GOOD LUCK!!（2003年1月 - 3月、TBS） - 真壁桂子 役
- '03 FNS27時間テレビスペシャルドラマ「海のオルゴール」（2003年、フジテレビ）
- ヤンキー母校に帰る 第5話（2003年11月7日、TBS） - 逸紀 役
- 福岡発地域ドラマ「玄海～わたしの海へ～」（2003年、NHK BShi）
- ワルシャワの秋（2003年12月23日、関西テレビ）
- オレンジデイズ 第1話（2004年4月11日、TBS） - 結城愛 役
- すずがくれた音（2004年9月 - 10月、TBS） - 山本美里 役
- 緋の十字架（2005年10月 - 12月、東海テレビ） - 大河内雅美 役
- 逃亡者 おりん 第3話（2006年11月3日、テレビ東京） - お初 役
- 水戸黄門 第37部 第5話「陰謀砕いた美人姫・越後高田」（2007年5月7日、TBS / C.A.L） - 小夜 役
- ケータイ刑事 銭形海 第2話（2007年7月14日、BS-i） - 入江由利子 役
- 夢路 第16回（2007年8月5日、TBS）
- キューティーハニー THE LIVE 最終話（2008年3月25日、テレビ東京） - 真央 役
- 7人の女弁護士 第2話（2008年4月17日、テレビ朝日）
- 絶対彼氏〜完全無欠の恋人ロボット〜 第2話（2008年4月22日、フジテレビ）
- 西村京太郎トラベルミステリー 日光～鬼怒川殺人ルート（2008年4月26日、テレビ朝日） - 前田有紀 役
- 星新一ショートショート「ささやき」（2008年11月17日、NHK総合）
- 愛の劇場 最終シリーズ 大好き!五つ子（2009年2月 - 3月、TBS） - 青山絵梨 役
- 科捜研の女 第9シリーズ 第10話（2009年9月10日、テレビ朝日） - 藤吉友美 役
- 俺たちは天使だ! NO ANGEL NO LUCK -3D- 第10話（2009年12月9日、テレビ東京） - 松田祥子 役
- 曲げられない女（2010年1月 - 3月、日本テレビ） - 大杉 役
- トミカヒーロー レスキューファイアー 第43話（2010年1月30日、テレビ愛知） - 大河マリモ 役
- 半沢直樹（2013年7月 - 9月、TBS） - 脇屋 役
- 痛快TV スカッとジャパン（2020年、フジテレビ）
- アイゾウ 警視庁・心理分析捜査班 (2022年3月29日、フジテレビ) - 元木玲奈 役

### 映画
- TOKYO NOIR トウキョーノワール（2004年、ケイエスエス・日本出版販売）
- クローズZERO（2007年、東宝）
- KIDS（2008年、東映）
- クジラ極道の食卓（2009年、エクセレントフィルムパートナーズ）
- クローズZEROⅡ（2009年、東宝）
- タバコイ～タバコで始まる恋物語（2012年、よしもとクリエイティブ・エージェンシー）
- 便利屋エレジー（2017年、アイエス・フィールド）
- そこからの光〜未来の私から私へ〜（2020年、サムシングファン）

### バラエティ
- お厚いのがお好き?（2003年、フジテレビ）
- サラリーマンNEO season3（2008年4月、NHK）

### CM
- 住友林業
- 四谷学院
- BS朝日
- コカ・コーラ「ココロが踊りだす」（1999年）
- 富士フイルム
- ゼファーマ
- 花王「クイックルワイパー ハンディタイプS」（2007年）
- ケンタッキーフライドチキン「ケンタッキーモーニング」（2008年）
- 三菱東京UFJ銀行「バンクイック」（2008年）
- エスビー食品「SPICE & HERB」（2010年）
- マクロミル - マーケティングガール（2011年）
- ROHTO製薬「メンソレータム 夏編 冬篇」（2018年）
- 資生堂「表情プロジェクト」（2018年）
- 再春館製薬所「ドモホルンリンクル 今こそ本気で篇」（2019年）
- マンナンライフ「ララクラッシュ」（2019年）
- 武蔵野銀行「埼玉男の恋」篇（2022年）

### PV
- キリト「DECIDE」（2006年）
- MCU「nukumori」（2006年）
- MCU「omoide」（2007年）
- MCU「サヨナラ」（2007年）
- 九州男「約束。。feat.HOME MADE 家族」（2009年）
- RSP「さくら 〜あなたに出会えてよかった〜」（2009年）
- LONG SHOT PARTY「あの日タイムマシン」（2009年）
- onelifecrew「追憶メリーゴーランド」（2010年）
- Chie「それでも…」（2012年）

### 舞台
- 芸術見本市2003東京参加作品 PROPAGANDA STAGE「birth」（2003年） - コーコ役
- Kiss Me You～がんばったシンプー達へ～（2006年）
- 女優☆座「お台場の母」（2006年）
- 心霊探偵八雲 いつわりの樹（2008年） - 小沢晴香 役
- 義経 -YOSHITSUNE-（2008年） - 静 役
- 心霊探偵八雲 魂のささやき（2009年） - 小沢晴香 役

## 書籍
- あゆみ（1998年11月28日、竹書房、撮影：加納典明） ISBN 9784812404317